# Édouard Sain
Pour les articles homonymes, voir Sain.
Édouard Alexandre Sain, né le 13 mai 1830 à Cluny et mort le 26 juin 1910 dans le 9e arrondissement de Paris, est un peintre français.

## Biographie
Fils d'un percepteur des contributions, il fréquente les académies de Valenciennes puis est admis en 1847 à l'École des beaux-arts de Paris où il est l'élève de François-Édouard Picot.
Il débute au Salon de peinture dès 1853, et y obtient des médailles à deux reprises.
D'abord peintre d'histoire et peintre de genre, en puisant une grande partie de son inspiration dans ses voyages dans les Pyrénées et en Italie, il s'adonne ensuite exclusivement à l'art du portrait et aux nus féminins à partir de la fin des années 1870. 
Ami du peintre Jean Benner (1836-1906) qu'il rencontra à Capri et à Paris et de Emmanuel Benner (1836-1896, frère jumeau de Jean).
Édouard Sain était ami avec Carolus-Duran, qui lui remit sa décoration de chevalier de la Légion d'honneur en 1877, et réalisa son portrait.
En 1894 il est nommé Rosati d'honneur.

## Élèves
- Inès de Beaufond
- Paul Alphonse Marsac
- Louis Prat

## Galerie

Dessins d'Édouard Sain
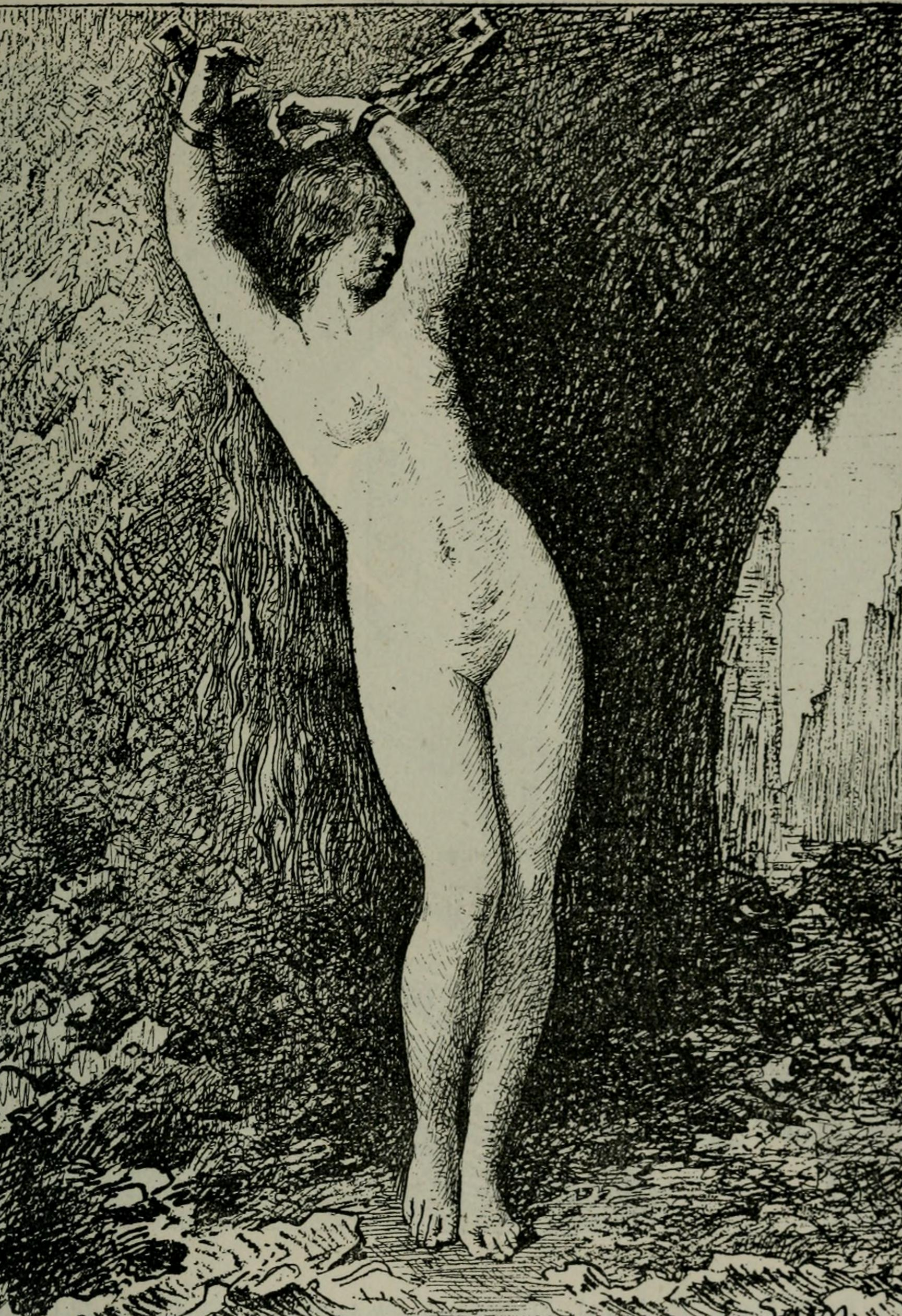
Andromède (1883).
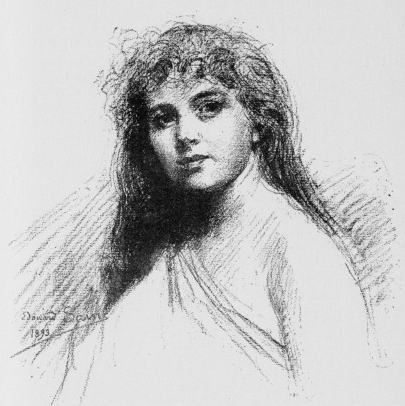
Étude pour un portrait (1893).

Peintures d'Édouard Sain
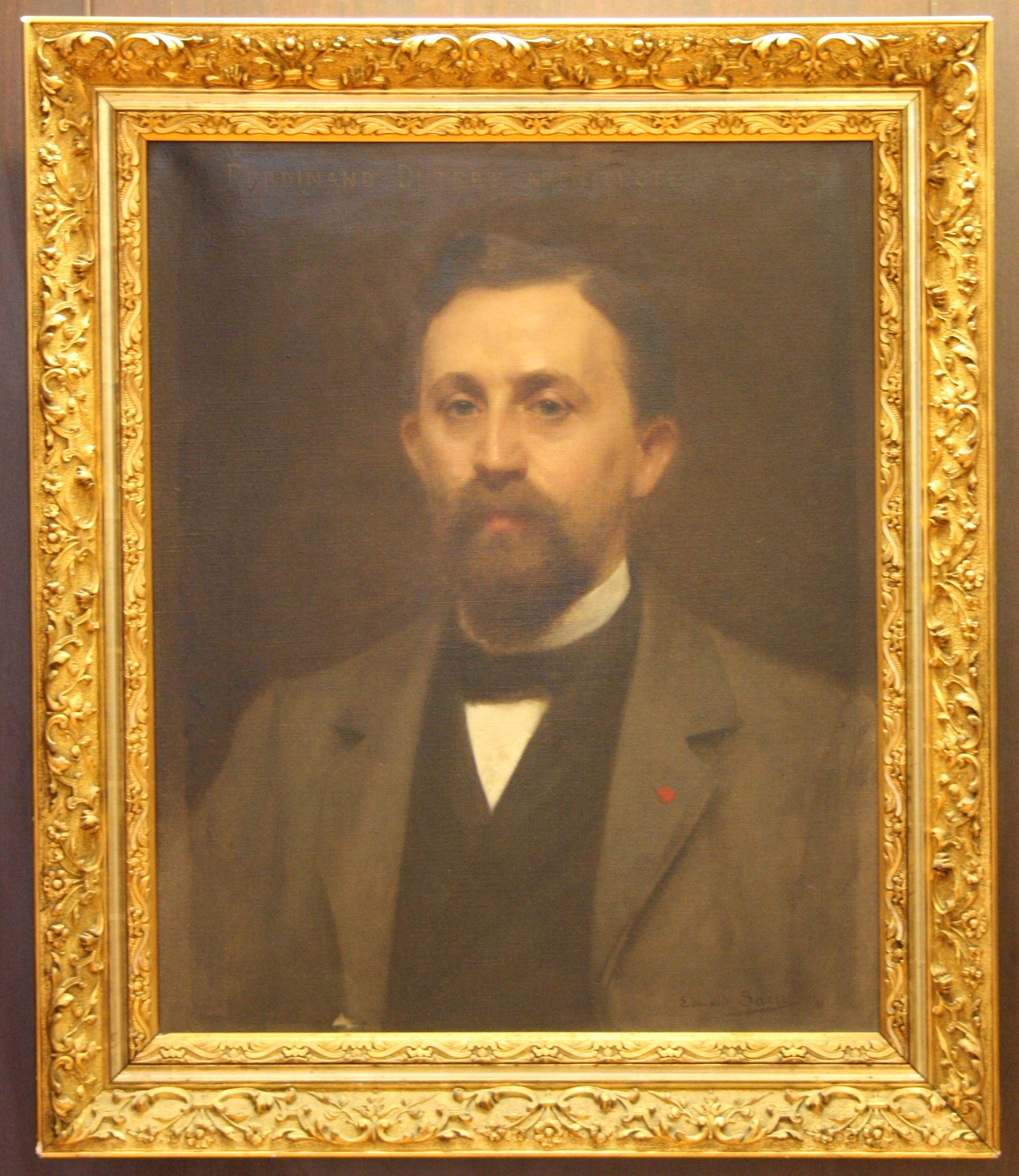
Portrait de Ferdinand Dutert (1891), Muséum national d'histoire naturelle, Paris.
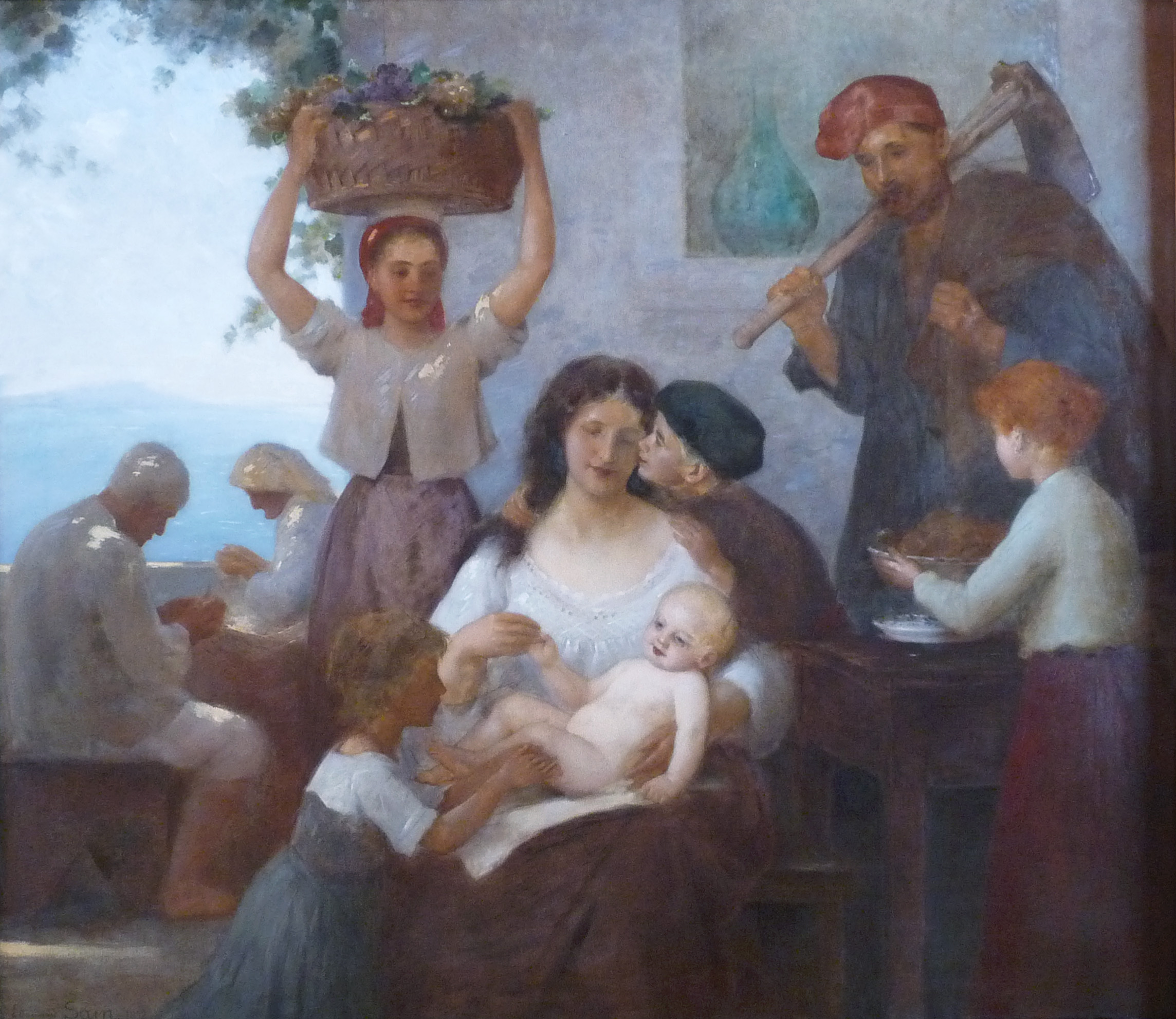
La Famille (1892), musée Barrois, château des ducs de Bar, Bar-le-Duc.
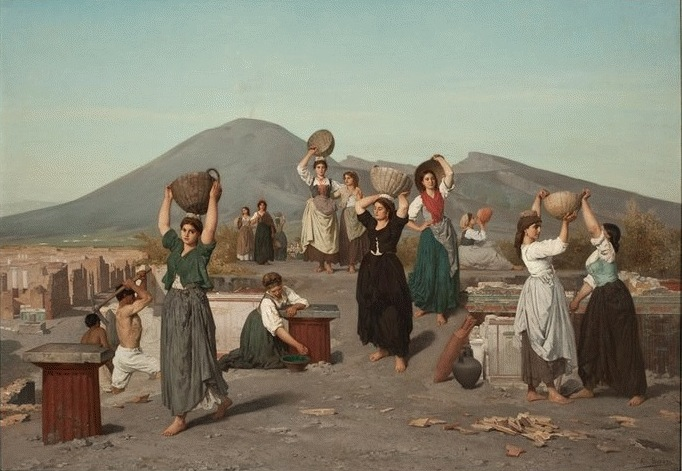
Fouilles à Pompéi (1865), musée d'Orsay, Paris.